# Пшевозьники
Пшевозьники (пол. Przewoźniki, нім. Hermsdorf) — село в Польщі, у гміні Тшебель Жарського повіту Любуського воєводства.
Населення — 117 осіб (2011).
У 1975-1998 роках село належало до Зеленогурського воєводства.

## Демографія
Демографічна структура станом на 31 березня 2011 року:
|          | Загалом | Допрацездатний вік | Працездатний вік | Постпрацездатний вік |
| -------- | ------- | ------------------ | ---------------- | -------------------- |
| Чоловіки | 62      | 18                 | 41               | 3                    |
| Жінки    | 55      | 8                  | 32               | 15                   |
| Разом    | 117     | 26                 | 73               | 18                   |